# Sacramento Kings

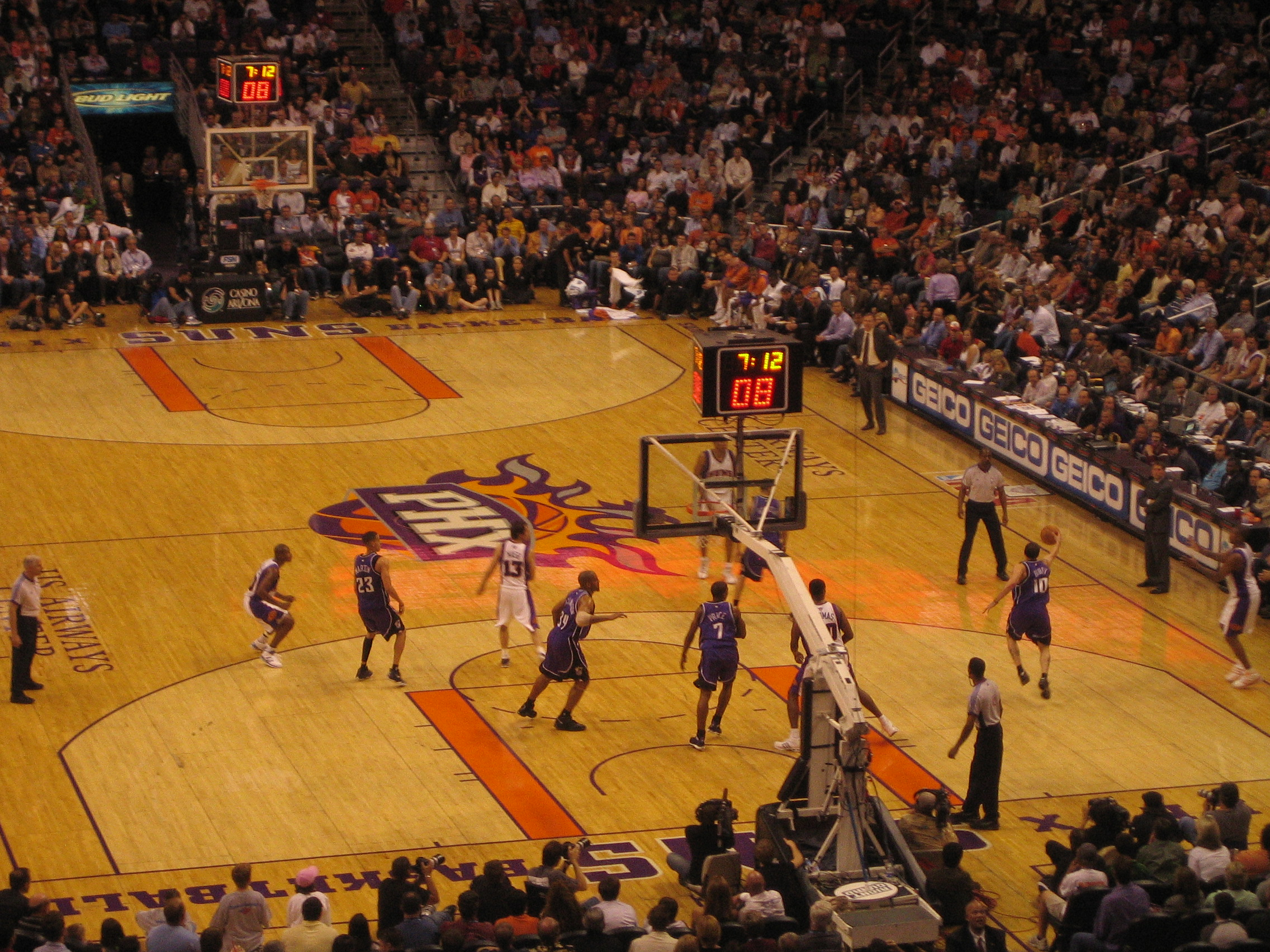
Sacramento Kings in actie

De Sacramento Kings is een basketbalteam uit Sacramento, Californië. Ze spelen in de NBA (Pacific Division, Western Conference). Het thuishonk van de Kings is Golden 1 Center.
Bekende spelers uit het verleden zijn onder meer Chris Webber, Vlade Divac en Jason Williams. De Sacramento Kings begonnen als de Rochester Seagrams en namen deel aan de National Basketball League sinds 1945 onder de naam 'Rochester Royals. Dat seizoen wonnen ze ook het kampioenschap. 
In 1960 wist het team Oscar Robertson te werven. Met de komst van Robertson werd het team een van de gegadigde teams om kampioen te worden. 

## Mascotte
Sinds het seizoen 1997-1998 is Slamson the Lion de mascotte van de Kings. Daarvoor was 'The Gorilla' de officiële mascotte.

## Erelijst
NBA Championships:
- 1951 NBA Champions

Conference Championships:
- 1951 Western Conference Champions

Division Championships:
- 1979 Midwest Division Champions
- 2002 Pacific Division Champions
- 2003 Pacific Division Champions